# Campionato europeo di pallanuoto 1938 (maschile)
La V edizione del campionato europeo di pallanuoto si svolse a Londra dal 7 al 13 agosto 1938, nell'ambito dei quinti campionati europei LEN.
Il torneo, a differenza dell'edizione precedente, tornò a disputarsi con la formula del girone unico.

Con sei vittorie in altrettante gare, si confermò campione d'Europa l'Ungheria, giunta al quinto successo su cinque edizioni.

## Risultati
| Data     | Gara        | Gara  | Gara          |
| -------- | ----------- | ----- | ------------- |
| 07-08-38 | Paesi Bassi | 4 - 4 | Belgio        |
| 07-08-38 | Ungheria    | 9 - 0 | Italia        |
| 07-08-38 | Germania    | 6 - 0 | Gran Bretagna |
| 08-08-38 | Ungheria    | 7 - 1 | Paesi Bassi   |
| 08-08-38 | Germania    | 5 - 1 | Belgio        |
| 08-08-38 | Francia     | 4 - 1 | Gran Bretagna |
| 09-08-38 | Germania    | 3 - 2 | Paesi Bassi   |
| 09-08-38 | Francia     | 1 - 1 | Italia        |
| 09-08-38 | Belgio      | 7 - 2 | Gran Bretagna |
| 10-08-38 | Germania    | 4 - 0 | Italia        |
| 10-08-38 | Ungheria    | 5 - 0 | Francia       |
| 10-08-38 | Paesi Bassi | 4 - 3 | Gran Bretagna |
| 11-08-38 | Belgio      | 3 - 2 | Francia       |
| 11-08-38 | Italia      | 5 - 3 | Gran Bretagna |
| 11-08-38 | Ungheria    | 2 - 0 | Germania      |
| 12-08-38 | Paesi Bassi | 4 - 3 | Italia        |
| 12-08-38 | Germania    | 5 - 3 | Francia       |
| 12-08-38 | Ungheria    | 4 - 1 | Belgio        |
| 13-08-38 | Italia      | 2 - 1 | Belgio        |
| 13-08-38 | Paesi Bassi | 2 - 2 | Francia       |
| 13-08-38 | Ungheria    | 8 - 1 | Gran Bretagna |

## Classifica finale
|    | Squadra       | Punti | G | V | N | P | GF | GS | DR  |
| -- | ------------- | ----- | - | - | - | - | -- | -- | --- |
|    | Ungheria      | 12    | 6 | 6 | 0 | 0 | 35 | 3  | +32 |
|    | Germania      | 10    | 6 | 5 | 0 | 1 | 23 | 8  | +15 |
|    | Paesi Bassi   | 6     | 6 | 2 | 2 | 2 | 17 | 22 | -5  |
| 4. | Belgio        | 5     | 6 | 2 | 1 | 3 | 17 | 19 | -2  |
| 5. | Italia        | 5     | 6 | 2 | 1 | 3 | 11 | 22 | -11 |
| 6. | Francia       | 4     | 6 | 1 | 2 | 3 | 12 | 17 | -5  |
| 7. | Gran Bretagna | 0     | 6 | 0 | 0 | 6 | 10 | 34 | -14 |

### Campioni
| Oro |
| Ungheria Ferenc Mezei-Wiesner István Mezei Mihály Bozsi Jenő Brandi Olivér Halassy Gyula Kánásy Kálmán Kislégi István Molnár János Németh Miklós Sárkány József Tolnay |

## Fonti
- (EN)  LEN, European Water Polo Championships - Past and presents results, 2010 (versione digitale[collegamento interrotto])
- (EN) Todor66.com - Sport statistics Archive, su todor66.com.